# De Parel van de Woestijn
De Parel van de Woestijn is een film gemaakt door Telekids in 1997.

## Verhaal
Carlo en Irene krijgen de opdracht om in Marokko op zoek te gaan naar 'de parel van de woestijn'. Op een echte authentieke Marokkaanse markt koopt Irene een mooie glimmende spiegel. Wanneer Irene de deurtjes van de spiegel opent, verschijnt de mysterieuze Fatima, een fee die het setje belooft te beschermen tegen kommer en kwel. Dat komt goed van pas, wanneer een kwaadaardige gezant van de Sultan genaamd Zoltar Irene gevangen neemt en Carlo gestrand in de woestijn achterlaat. Carlo en Fatima moet alles op alles zetten om haar te bevrijden, de Sultan te helpen én de Parel van de Woestijn te vinden.

## Rolverdeling
| Acteur                | Personage              |
| --------------------- | ---------------------- |
| Carlo Boszhard        | Carlo / Sultan Kalim   |
| Irene Moors           | Irene / Prinses Serena |
| Bert Johan van Goor   | Zoltar                 |
| Daphny Muriloff       | Fatima de Fee          |
| Klaas Rohde           | Playboy                |
| Renate van der Mooren | Kamermeisje            |